# Эль-Пальмар
Эль-Пальмар — национальный парк в Аргентине, расположенный в центрально-западной части провинции Энтре-Риос, между городами Колон (54 км) и Конкордия (60 км). Парк имеет площадь 85 км². Он был основан в 1966 году для сохранения одного из последних районов произрастания пальм Syagrus yatay.
Парк имеет характерный умеренно влажный климат саванны. Здесь проживают дятлы, нанду, лисы, капибары.